# Phalloniscus loyolai
Phalloniscus loyolai is een pissebed uit de familie Dubioniscidae. De wetenschappelijke naam van de soort is voor het eerst geldig gepubliceerd in 1989 door Zardo.